# Nam Kasai
Nam Kasai (tiếng Pháp: Sud-Kasaï) là một quốc gia ly khai không được công nhận nằm trong Cộng hòa Congo (Cộng hòa Dân chủ Congo ngày nay), tồn tại bán độc lập từ năm 1960 đến năm 1962. Dù ban đầu chỉ được đề xuất là một tỉnh, Nam Kasai đã theo đuổi quyền tự trị chính thức trong hoàn cảnh tương tự nước láng giềng phía nam lớn hơn nhiều Katanga, giữa thời kỳ hỗn loạn chính trị phát sinh từ nền độc lập của Congo thuộc Bỉ với tên gọi Khủng hoảng Congo. Tuy nhiên, khác với Katanga, Nam Kasai không tuyên bố độc lập hoàn toàn khỏi Cộng hòa Congo một cách rõ ràng, cũng như bác bỏ chủ quyền của Congo.
Nhà lãnh đạo và người ủng hộ chính của Nam Kasai là Albert Kalonji. Ông đại diện cho một phe của phong trào dân tộc chủ nghĩa (Mouvement National Congolais-Kalonji hoặc MNC-K) thời kỳ tiền phi thực dân hóa, khai thác những căng thẳng sắc tộc giữa dân tộc của ông, người Baluba và người Bena Lulua để thiết lập một quốc gia với người Luba chiếm đa số. Đất nước này nằm trong quê hương truyền thống của họ ở phía đông nam vùng Kasai. Khi bạo lực giáo phái nổ ra trên khắp đất nước, nhà nước tuyên bố ly khai khỏi chính phủ Congo vào ngày 9 tháng 8 năm 1960, kêu gọi những người Baluba sống ở phần còn lại của Congo trở về "quê hương" họ rồi bổ nhiệm Kalonji làm Tổng thống. Mặc dù chính phủ Nam Kasai tuyên bố thành lập một khu tự trị của một quốc gia liên bang rộng khắp Congo, nhưng họ thực hiện một mức độ tự trị khu vực, thậm chí còn sản xuất hiến pháp và tem bưu chính riêng. Nước này được hỗ trợ bởi các thế lực nước ngoài, đặc biệt là Bỉ, đồng thời do hoạt động xuất khẩu kim cương tài trợ. Nam Kasai đã giải quyết nhiều cuộc khủng hoảng, bao gồm cả những cuộc khủng hoảng do lượng lớn người tị nạn Luba di cư gây ra, nhưng ngày càng trở nên quân phiệt và đàn áp.
Ngay sau cuộc ly khai, quân đội Nam Kasai và Congo nhanh chóng đụng độ sau khi chính quyền trung ương Congo ra lệnh tấn công khu vực này. Chiến dịch được hoạch định là bước đầu tiên của một cuộc chiến lớn hơn chống lại Katanga, đi kèm với các vụ thảm sát người Baluba trên diện rộng và một cuộc khủng hoảng người tị nạn, bị một số người đương thời coi như diệt chủng. Nhà nước nhanh chóng bị quân đội Congo tàn phá. Bạo lực trong cuộc đàn áp Kasai đã mang lại ít nhiều tính hợp pháp để Joseph Kasa-Vubu phế truất Patrice Lumumba khỏi ghế Thủ tướng vào cuối năm 1960; Lumumba sau đó bị bắt giữ và ám sát. Do đó, Nam Kasai vẫn có quan hệ tương đối tốt với chính phủ mới của Congo từ năm 1961. Các nhà lãnh đạo của vùng bao gồm bản thân Kalonji đã giữ chức vụ trong cả chính phủ Nam Kasai lẫn quốc hội Congo. Nam Kasai tiếp tục trong trạng thái gần như độc lập trong khi quân đội Congo và Liên Hợp Quốc có thể di chuyển qua lãnh thổ cùng lúc tránh xung đột với hiến binh Nam Kasai. Vào tháng 4 năm 1961, Kalonji lấy tước hiệu hoàng gia Mulopwe ("Vua của người Baluba") để ràng buộc nhà nước chặt chẽ hơn với Đế quốc Luba thời tiền thuộc địa. Hành động này đã gây chia rẽ trong chính quyền Nam Kasai khiến Kalonji đã bị đa số đại diện quốc hội nước này ở Léopoldville từ chối. Vào tháng 12 năm 1961, Kalonji bị bắt với cớ pháp luật ở Léopoldville rồi ngồi tù; Ferdinand Kazadi lên nắm quyền với tư cách nguyên thủ quốc gia. Quân đội Liên Hợp Quốc và Congo chiếm đóng Nam Kasai. Vào tháng 9 năm 1962, ngay sau khi vượt ngục và trở về Nam Kasai, Kalonji bị lật đổ bởi một cuộc đảo chính quân sự buộc ông phải sống lưu vong và chấm dứt cuộc ly khai.
Nhà nước ly khai Nam Kasai thường được xem là kết thúc vào tháng 12 năm 1961 khi Kalonji bị bắt, hoặc tháng 10 năm 1962 với cuộc đảo chính chống Kalonji cùng sự xuất hiện mang tính quyết định của quân chính phủ.

## Bối cảnh

### Thời kỳ thuộc địa

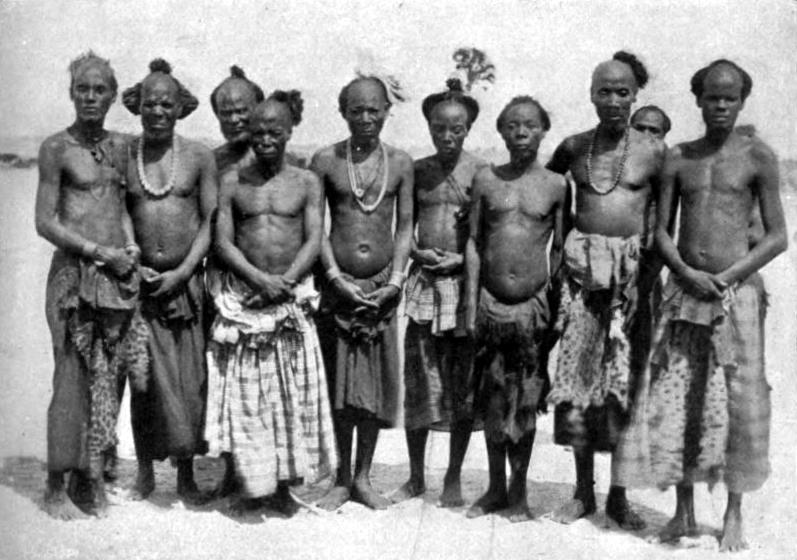
Các thủ lĩnh Luba trong Nhà nước Tự do Congo c. 1900

Chế độ thực dân châu Âu ở Congo bắt đầu cuối thế kỷ 19. Tỏ ra thất vọng vì đất nước thiếu quyền lực và uy tín quốc tế, vua Léopold II của Bỉ đã cố gắng thuyết phục chính phủ ủng hộ việc mở rộng thuộc địa xung quanh lưu vực Congo lúc bấy giờ phần lớn chưa được khai phá. Sự mâu thuẫn của chính phủ Bỉ về ý tưởng này khiến Léopold cuối cùng thiết lập một thuộc địa cho riêng mình. Nhờ một số quốc gia phương Tây coi Léopold như trung gian hữu ích giữa những cường quốc thực dân đối địch, quốc tế đã công nhận thuộc địa riêng Nhà nước Tự do Congo của ông vào năm 1885. Cường quốc khu vực lớn nhất ở vùng Kasai Đế quốc Luba bị sáp nhập vào quốc gia mới năm 1889. Vào đầu thế kỷ 20, sự bạo lực của các quan chức Nhà nước Tự do chống lại người Congo bản địa cùng chính sách khai thác kinh tế tàn nhẫn đã dẫn đến áp lực ngoại giao dữ dội đối với Bỉ, thúc đẩy nước này nắm quyền kiểm soát Congo một cách chính thức. Hệ quả là Bỉ biến Congo thành thuộc địa vào năm 1908.
Sự cai trị của Bỉ ở Congo dựa trên "bộ ba thuộc địa" (trinité colonise) gồm các lợi ích của nhà nước, nhà truyền giáo và công ty tư nhân. Đặc quyền về lợi ích thương mại của Bỉ đưa một lượng lớn vốn vào Congo, trong khi các khu vực riêng lẻ xuất hiện sự phân công lao động. Trong nhiều trường hợp, lợi ích của chính phủ và doanh nghiệp tư nhân trở nên gắn bó chặt chẽ và nhà nước đã giúp các công ty phá vỡ các cuộc đình công, cũng như loại bỏ các rào cản khác do người dân bản địa áp đặt. Đất nước được chia thành các đơn vị hành chính tổ chức theo thứ bậc và điều hành thống nhất theo một "chính sách bản địa" (politique indigène) đã định sẵn – trái ngược với người Anh và người Pháp thường ủng hộ hệ thống cai trị gián tiếp theo đó những lãnh đạo truyền thống nắm các vị trí quyền lực dưới sự giám sát của chính quyền thuộc địa.

### Dân tộc
Trước khi bắt đầu thời kỳ thuộc địa, khu vực Nam Kasai hình thành nên một phần của Đế quốc Luba, một liên bang gồm các vương quốc địa phương với văn hóa đồng nhất. Trong thế kỷ 17 và 18, người Baluba phân bố rộng trên phần lớn thảo nguyên Kasai-Katanga dọc theo lưu vực sông Kasai và cuối cùng phát triển thành một số nhóm dân tộc, đáng chú ý là người Luba-Kasai và người Luba-Katanga. Mặc dù chưa bao giờ hợp nhất thành một quốc gia tập trung duy nhất, nhưng các dân tộc vẫn giữ tình cảm gắn bó với nhau dựa trên các huyền thoại về nguồn gốc chung và các tập quán văn hóa. Các nhóm khác như Songye và Kanyok cũng có lịch sử lâu đời ở vùng Kasai.
Một trong những di sản chính của chế độ thuộc địa Kasai là sự phân chia lại dân cư một cách tùy tiện thành các nhóm sắc tộc mới. Bất chấp ngôn ngữ chung (Tshiluba) và văn hóa của hai dân tộc, các nhà quản lý thuộc địa tin rằng cư dân ở khu vực sông Lulua khác biệt về mặt chủng tộc với người Baluba và gọi họ là Bena Lulua. Họ còn tin rằng người Baluba thông minh, chăm chỉ và cởi mở với những ý tưởng mới hơn người Bena Lulua, những người bị cho là phản động và ngu ngốc hơn. Do đó, từ những năm 1930, nhà nước bắt đầu đối xử khác biệt với hai nhóm dân tộc, áp dụng các chính sách khác nhau cho mỗi nhóm đồng thời nâng người Baluba lên địa vị cao hơn các sắc dân khác.
Trong những năm 1950, khi người Bỉ bắt đầu lo sợ rằng sự trỗi dậy của tầng lớp Luba hùng mạnh sẽ tạo nên mối đe dọa với chế độ thuộc địa, chính quyền bắt đầu hỗ trợ các tổ chức người Lulua. Điều này càng góp phần vào sự phân cực dân tộc ngày càng tăng giữa hai nhóm. Năm 1952, một tổ chức có tên Lulua Frères (Anh em Lulua) được thành lập để vận động cho sự tiến bộ kinh tế xã hội của nhóm Lulua và trở thành đại diện không chính thức của người Bena Lulua. Năm 1959, sự thù địch Luba-Lulua lên đến đỉnh điểm khi chính quyền thực dân đề xuất di dời nông dân Luba khỏi miền đất Lulua để đến vùng lãnh thổ Luba kém màu mỡ hơn. Điều này dẫn đến sự thù địch gia tăng và các cuộc đụng độ dữ dội nổ ra. Vào tháng 8 năm 1959, người Luba biểu tình chống lại kế hoạch này song bị quân đội và cảnh sát thuộc địa đàn áp dữ dội.

### Phong trào dân tộc chủ nghĩa và chính trị Congo

#### Chủ nghĩa dân tộc Congo

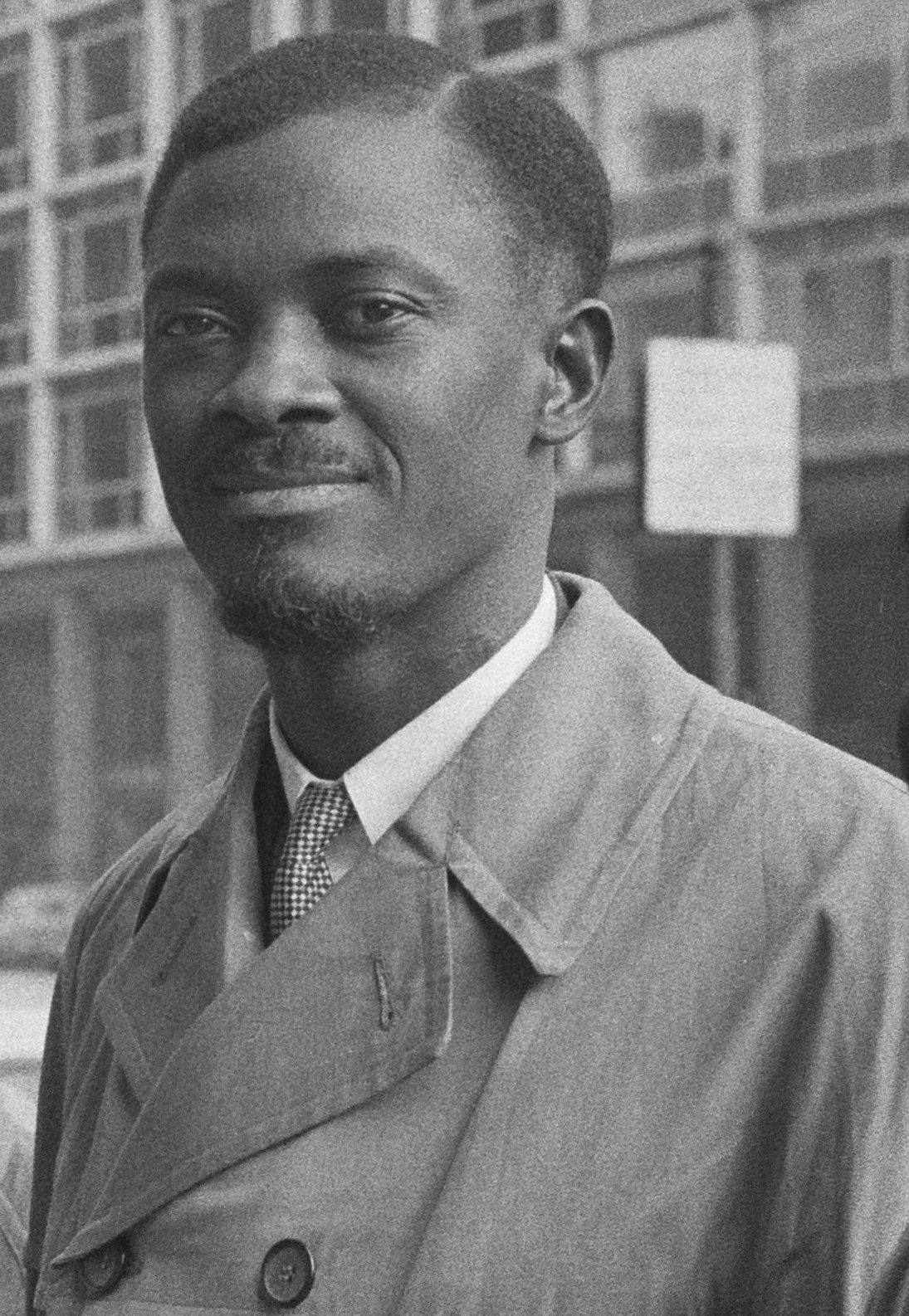
Patrice Lumumba chia rẽ với Kalonji vào năm 1959 và từ chối cấp chức vụ cho những người ủng hộ ông trong chính quyền trung ương.

Một phong trào dân tộc chủ nghĩa và chống thực dân Liên Phi đã phát triển ở Congo thuộc Bỉ trong thập niên 1950, chủ yếu tại tầng lớp évolué (giai cấp tư sản thành thị da đen). Phong trào gồm một số đảng phái và nhóm chính trị bị phân chia rộng rãi về chủng tộc, địa lý đồng thời đối lập với nhau. Tổ chức lớn nhất, Mouvement National Congolais (MNC), là một mặt trận thống nhất mong muốn giành độc lập "trong thời điểm thích hợp". Mặt trận được thành lập theo một điều lệ, trong đó những người ký bao gồm Patrice Lumumba, Cyrille Adoula và Joseph Iléo. Lumumba trở thành nhân vật lãnh đạo và đến cuối năm 1959, đảng tuyên bố có tới 58.000 thành viên. Tuy nhiên, nhiều người cho rằng MNC quá ôn hòa. Một số đảng khác nổi lên mang chủ nghĩa cấp tiến, ủng hộ hình thức liên bang hóa hoặc tập trung hóa và liên kết với các nhóm sắc tộc nhất định. Đối thủ chính của MNC là Alliance des Bakongo (ABAKO) do Joseph Kasa-Vubu lãnh đạo, một đảng cấp tiến hơn do người Kongo ở miền bắc ủng hộ, và Confédération des Associations Tribales du Katanga (CONAKAT) của Moïse Tshombe, một đảng theo chủ nghĩa liên bang mạnh mẽ ở tỉnh miền nam Katanga.

#### Phân chia và phân cực Kalonji-Lumumba

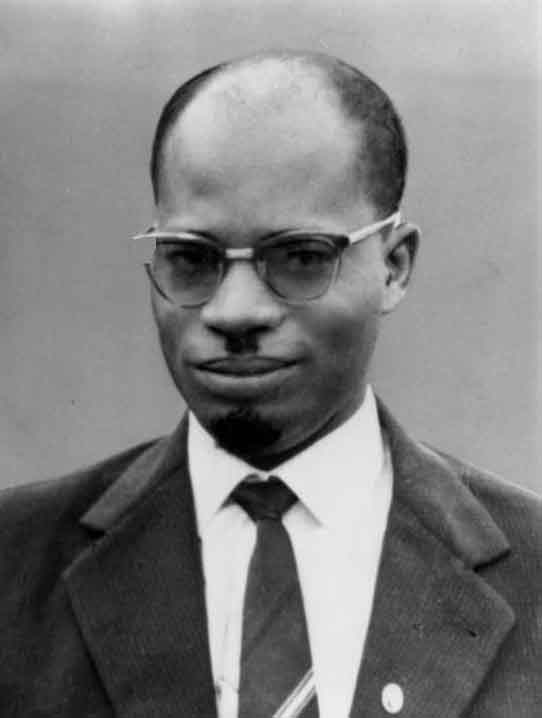
Albert Kalonji đoạn tuyệt với Lumumba và sau đó lãnh đạo cuộc ly khai của Nam Kasai.

Tuy là đảng lớn nhất trong số các chính đảng dân tộc chủ nghĩa ở châu Phi, nhưng MNC có nhiều phe phái khác nhau nên đưa ra lập trường khác nhau về một số vấn đề. Đảng ngày càng bị phân cực giữa các évolués ôn hòa và thành viên quần chúng cấp tiến hơn. Một phe cấp tiến và theo chủ nghĩa liên bang do Ileo và Albert Kalonji đứng đầu đã tách ra vào tháng 7 năm 1959, nhưng không thể khiến các thành viên MNC khác rời đảng hàng loạt. Phe bất đồng chính kiến có tên MNC-Kalonji (MNC-K), trong khi nhóm đa số trở thành MNC-Lumumba (MNC-L). Sự chia rẽ đã phân tách cơ sở ủng hộ của đảng thành những người trung thành với Lumumba, chủ yếu ở vùng miền đông bắc Stanleyville và những người ủng hộ MNC-K, phổ biến ở miền nam. Nhóm này bao gồm người Baluba, dân tộc của Kalonji. MNC-K sau đó đã thành lập một cartel với ABAKO và Parti Solidaire Africain (PSA) để kêu gọi một liên bang Congo thống nhất.
Cuộc bầu cử năm 1960 đã biến thành một "cuộc trưng cầu dân ý chống Baluba" ở Kasai khi phái MNC-K của người Luba chiếm đa số nhưng không kiểm soát nổi chính quyền tỉnh. Thay vào đó, Lumumba đã thăng chức cho một ứng cử viên người Lulua, Barthélemy Mukenge, làm chủ tịch tỉnh trong khi Kalonji bị từ chối chức vụ bộ trưởng quan trọng trong chính phủ quốc gia của Lumumba. Kalonji từ chối lời đề nghị làm Bộ trưởng Nông nghiệp của Lumumba. Mukenge cố gắng thành lập một chính phủ đoàn kết, thậm chí còn đề nghị thành viên MNC-K Joseph Ngalula một vị trí trong nội các của mình. Ngalula cự tuyệt và vào ngày 14 tháng 6, MNC-K quyết định thành lập một chính phủ thay thế dưới sự lãnh đạo của ông. Kalonji không công nhận chính phủ này có bất kỳ thẩm quyền nào.
Những người theo phe Kalonji cảm thấy bị chính quyền trung ương từ chối và gạt ra ngoài lề nên bắt đầu ủng hộ các đảng thay thế. Trong số đó, phái này ủng hộ đảng CONAKAT của Tshombe ở xứ Katanga lân cận vì lập trường liên bang mạnh mẽ của đảng này, phản đối quan niệm của Lumumba về một chính quyền đơn nhất có trụ sở tại thủ đô Léopoldville. Phe Kalonji ủng hộ CONAKAT chống lại đối thủ địa phương chính của họ, Association Générale des Baluba du Katanga (BALUBAKAT) do Jason Sendwe lãnh đạo, dù đảng này đại diện cho người Baluba của tỉnh Katanga, song ủng hộ chế độ tập trung. Phe phái Kalonji tin rằng họ đang hành động thay mặt cho toàn bộ Luba-Kasai, tạo ra sự thù địch giữa dân Luba-Kasai và người Luba-Katanga nhưng cũng không giành sự ủng hộ hoàn toàn của CONAKAT, phần lớn trong số họ có thành kiến về chủng tộc đối với người Baluba và chỉ ủng hộ "những người Katanga chính thống".

## Ly khai

### Khủng bố người Baluba
Cộng hòa Congo giành độc lập vào ngày 30 tháng 6 năm 1960, do tổng thống Kasa-Vubu và thủ tướng Lumumba lãnh đạo. Nghị viện Léopoldville đã triệu tập một tuần trước khi xem xét nội các của Lumumba và bỏ phiếu tín nhiệm. Trong phiên họp, Kalonji với tư cách đại biểu dân cử đã chỉ trích nội các được đề xuất, bày tỏ sự bất bình khi đảng của ông không được hỏi ý kiến khi thành lập chính phủ và tuyên bố rằng ông tự hào không bị đưa vào nhóm "chống Baluba" và "chống Batshoke" coi khinh ước vọng của người dân Kasai. Ông cũng tuyên bố ý định khuyến khích người Baluba và Batshoke không tham gia vào chính phủ, ngoài ra còn thực hiện các bước riêng để thành lập một quốc gia có chủ quyền với thủ đô là Bakwanga.
Ngày 26 tháng 6, các quan chức MNC-K kiến nghị với Quốc hội Léopoldville phân chia tỉnh Kasai một cách hòa bình theo ranh giới do Kalonji đề xuất. Kiến nghị yêu cầu sửa đổi hiến pháp mới của Congo (Loi fondamentale), đã được một cơ quan lập pháp phân chia giữa các phe phái Lumumba và Kasa-Vubu tiếp nhận song không thể đạt thỏa thuận nào.
Sau khi giành độc lập căng thẳng sắc tộc bùng lên trên khắp đất nước, phần lớn nhắm vào người Baluba, và một số cuộc đụng độ bạo lực đã xảy ra. Vào ngày 3 tháng 7, chính quyền trung ương đã ra lệnh bắt giữ đối thủ của chính phủ MNC-K Kasai, gây ra tình trạng bất ổn ở Luluabourg. Mặc dù từ chối các đề xuất trước đó về việc đưa người Luba trở lại tỉnh vào tháng 1 năm 1960, những người theo phe Kalonji chính thức kêu gọi người Baluba trên khắp Congo trở về "quê hương" Kasai vào ngày 16 tháng 7. Ban đầu, phái Kalonji dự tính chia đôi tỉnh Kasai nhằm thành lập một chính quyền MNC-K gần như tự trị và do người Luba thống trị. Tỉnh đề xuất được gọi là Nhà nước Liên bang Nam Kasai (État fédératif du Sud-Kasaï). Tuy nhiên, Kalonji nhanh chóng nhận ra rằng ông có thể lợi dụng sự hỗn loạn ở phần còn lại của Congo để đơn phương ly khai và tuyên bố vùng này độc lập hoàn toàn. Quyết định này đến gần hơn khi Nhà nước Katanga (État du Katanga) do Tshombe lãnh đạo chính thức ly khai khỏi Congo ngày 11 tháng 7 năm 1960. Kalonji đến thăm Katanga vào đầu tháng 8 năm 1960, ngay sau khi nước này ly khai. Tại đây, ngày 8 tháng 8 ông tuyên bố Kasai "phải được tách rời bằng mọi giá."

### Ly khai
Vào ngày 9 tháng 8 năm 1960, Kalonji khi đó vẫn ở Katanga tuyên bố khu vực phía đông nam Kasai là Nhà nước Khai thác Nam Kasai (État minier du Sud-Kasaï) mới hoặc Nhà nước tự trị Nam Kasai (État autonome du Sud-Kasaï).
Tuy nhiên khác với Katanga, sự ly khai của Nam Kasai không có ý nghĩa rõ ràng rằng nước này ly khai khỏi Cộng hòa Congo. Thay vào đó, điều này giống các chính quyền địa phương tự tuyên bố ở tỉnh Équateur. Danh xưng "Nhà nước tự trị" được lựa chọn để củng cố lại niềm tin rằng việc ly khai không phản đối chủ quyền Congo, mà là thành lập một khu vực tại Congo do liên bang quản lý. Hành động này đã nhận một số sự ủng hộ từ các nhà báo, trí thức và chính khách ở Léopoldville. Thậm chí, một tờ báo gọi đây là "một mô hình mà nhiều quốc gia mới hiện đang mọc lên như nấm ở Congo có thể tận dụng, để thành lập một liên bang mới". Trên thực tế, Nam Kasai có mức độ độc lập cao hơn đáng kể so với một tỉnh thông thường và kết quả là đã tách khỏi Congo, bằng cách đơn phương đặt lãnh thổ dưới sự ủy trị liên bang. Nhà nước cũng không chuyển bất kỳ khoản thuế nào cho chính quyền trung ương và người dân địa phương — so sánh với quốc gia ly khai phía nam — còn gọi đây là "Tiểu Katanga". Các đại biểu của MNC-K ban đầu cũng từ chối ngồi trong ghế Quốc hội Congo ở Léopoldville.

### Quản lý

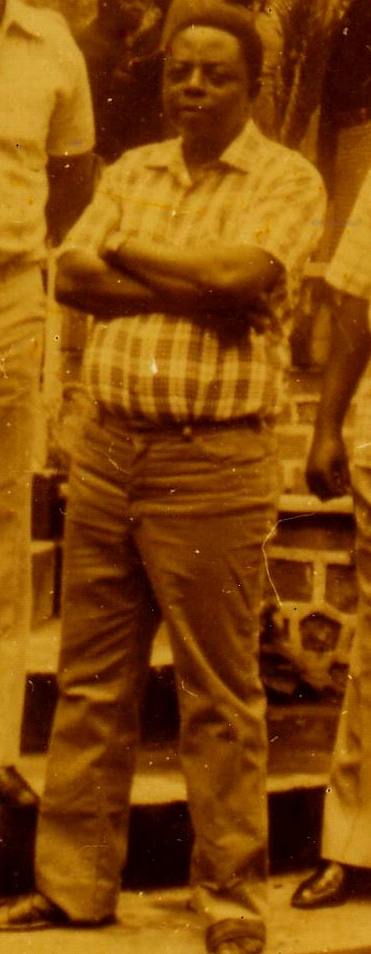
Joseph Ngalula được bổ nhiệm làm Thủ tướng Nam Kasai.

Khi đã ổn định quyền lực, Kalonji tự coi mình là "ông lớn" và người bảo trợ cho nguồn gốc quyền lực nhà nước. Các thủ lĩnh bộ lạc người Luba và các nhóm dân tộc khác có mối quan hệ thân thiết, giống như "khách hàng" với chính Kalonji và nhận được sự đối xử ưu đãi để đổi lấy các dịch vụ do chính quyền cung cấp. Đặc biệt, Kalonji phụ thuộc vào các thủ lĩnh bộ lạc để huy động lực lượng bán quân sự hỗ trợ quân đội Nam Kasai. Việc quản lý Nam Kasai rất phức tạp vì bản chất dễ biến đổi của nền chính trị Luba. Căng thẳng gia tăng giữa Kalonji và Ngalula, những người có ý tưởng khác nhau về cách điều hành nhà nước; Kalonji muốn chính phủ dựa trên truyền thống và các thủ lĩnh theo phong tục, trong khi Ngalula ưa chuộng hệ thống dân chủ và làm việc với tầng lớp trí thức. Nam Kasai có năm chính phủ khác nhau trong vài tháng đầu tiên tồn tại.

Tem bưu chính Nam Kasai được in đè lên các số phát hành trước đó của Congo thuộc Bỉ.

Các vấn đề nội bộ trước mắt mà Nam Kasai phải đối mặt là số lượng lớn người tị nạn Luba chưa định cư và bất đồng nội bộ từ các nhóm thiểu số không phải Luba. Nhà nước có thể chuyển tiền từ xuất khẩu kim cương và hỗ trợ nước ngoài để tài trợ cho các dịch vụ công cộng, cho phép người tị nạn Luba được ổn định việc làm. Các dịch vụ xã hội "được vận hành tương đối tốt". Doanh thu nhà nước được ước tính lên tới tổng cộng 30.000.000 đô la hàng năm. Nam Kasai đưa ra ba bản hiến pháp, bản đầu tiên được ban hành vào tháng 11 năm 1960 và bản cuối cùng vào ngày 12 tháng 7 năm 1961. Hiến pháp tháng 7 đã thay đổi quốc gia thành Nhà nước Liên bang Nam Kasai (État fédéré du Sud-Kasaï), tuyên bố chính bản thân nước này "có chủ quyền và dân chủ" đồng thời là một phần của "Cộng hòa Liên bang Congo" giả định. Hiến pháp cũng quy định cơ quan lập pháp lưỡng viện, hạ viện bao gồm tất cả các đại biểu, thượng nghị sĩ quốc gia và dân biểu cấp tỉnh được bầu tại các khu vực bầu cử trong lãnh thổ Nam Kasai, và thượng viện gồm các thủ lĩnh truyền thống. Một hệ thống tư pháp đã được tổ chức, với các thẩm phán hòa giải, tòa án sơ thẩm và tòa phúc thẩm. Quốc gia có cờ và quốc huy, xuất bản công báo chính phủ riêng, Moniteur de l'État Autonome du Sud-Kasaï, thậm chí còn sản xuất tem bưu chính và biển đăng ký xe riêng. Không giống như Katanga, Nam Kasai không duy trì cơ quan đại diện ngoại giao nào ở nước ngoài. Đồng franc Congo được giữ lại làm tiền tệ của nhà nước.
Quân đội hay hiến binh Nam Kasai đã phát triển từ chỉ 250 thành viên khi mới thành lập lên gần 3.000 vào năm 1961. Lực lượng này được lãnh đạo bởi "Tướng" Floribert Dinanga 22 tuổi với sự hỗ trợ của chín sĩ quan châu Âu. Năm 1961, quân đội đã tiến hành một chiến dịch nhằm mở rộng quy mô lãnh thổ của nhà nước, gây tổn hại cho các nhóm sắc tộc lân cận. Mặc dù nhận được một số hỗ trợ từ Bỉ, lực lượng hiến binh được trang bị kém và liên tục thiếu nguồn cung cấp và đạn dược.
Khi quyền lực chính phủ ở Nam Kasai được củng cố, chế độ dần trở nên quân phiệt và độc đoán. Các nhóm dân tộc không phải Luba ngày càng bị gạt ra rìa xã hội. Các đối thủ chính trị bị sát hại hoặc lưu đày, bao gồm cả Ngalula vào tháng 7 năm 1961. Những sắc tộc ngoài Luba trong khu vực, đặc biệt là người Kanyok, đã tiến hành nổi dậy liên tục chống lại chính phủ Nam Kasai, song chỉ ở mức độ hạn chế.

### Hỗ trợ từ quốc tế

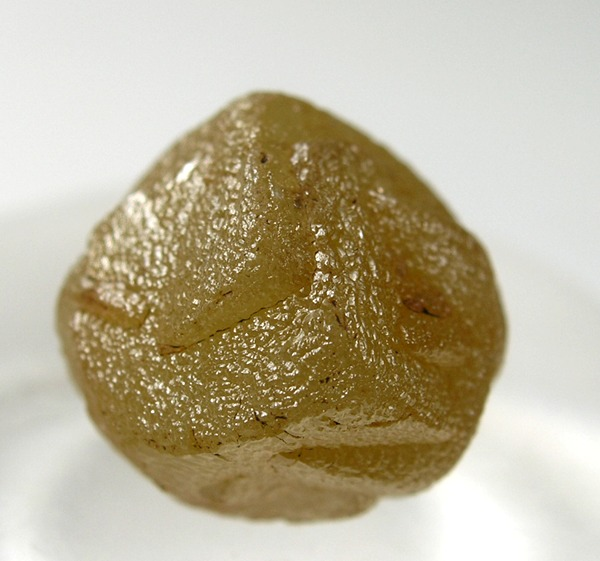
Một viên kim cương vàng thô từ Nam Kasai; kim cương xuất khẩu là tài sản quan trọng của nhà nước.

Kalonji đã nỗ lực hết sức để quốc gia Nam Kasai được quốc tế công nhận và ủng hộ. Cường quốc thuộc địa cũ Bỉ không tin tưởng chính quyền trung ương Congo nên ủng hộ cả hai chính phủ Nam Kasai và Katanga. Giống như Katanga, Nam Kasai có các mỏ khoáng sản quan trọng bao gồm kim cương. Các công ty Bỉ có một khoản tiền lớn gắn liền với các mỏ trong khu vực. Công ty Forminière của Bỉ là nhà tài trợ chính của nhà nước và đã được Nam Kasai nhượng để đổi lấy quyền hỗ trợ tài chính. Sau khi ly khai, kim cương của Nam Kasai được định tuyến lại qua Congo-Brazzaville để xuất khẩu ra thị trường quốc tế. Thu nhập tương đối lớn từ các công ty khai thác nghĩa là Nam Kasai có thể hỗ trợ các dịch vụ công cộng quan trọng và đối phó với số lượng lớn người tị nạn Luba di tản trong nước. Trong bối cảnh Chiến tranh Lạnh, Kalonji được hỗ trợ bởi các cường quốc phương Tây và phái ôn hòa trong chính phủ Congo; họ coi ông vừa là một người ôn hòa thân phương Tây vừa là người chống cộng. Mặc dù cả Katanga lẫn Nam Kasai đều được ủng hộ bởi Nam Phi, Pháp và Liên bang Trung Phi, nhưng không quốc gia nào từng được công nhận ngoại giao một cách chính thức. Một phái đoàn Nam Kasai đến Nam Phi vào tháng 9 năm 1960 với một lá thư do Ngalula ký, yêu cầu Thủ tướng Hendrik Verwoerd viện trợ quân sự. Chính phủ Nam Phi từ chối cung cấp thiết bị quân sự nhưng thông báo với phái đoàn rằng họ có thể mua vũ khí hạng nặng được cung cấp trên thị trường Nam Phi.
Sau cuộc đảo chính lật đổ Lumumba khỏi quyền lực, Kalonji đã cố gắng vun đắp mối quan hệ tốt đẹp với chính phủ Congo. Đặc biệt, Tướng Joseph-Désiré Mobutu đã có thể sử dụng Nam Kasai để hành quyết các đối thủ chính trị của mình và những người bất đồng chính kiến theo Lumumba, bao gồm cả Jean-Pierre Finant. Hoạt động như vậy đã khiến nhà nước ly khai mang biệt danh "sân sau của tên đồ tể quốc gia".

### Kalonji với tư cáchMulopwe
Do tầm quan trọng của dân tộc Luba đối với Nam Kasai, Kalonji đã tận dụng sự ủng hộ từ chính quyền bộ lạc Luba truyền thống để tự phong làm Mulopwe. Danh hiệu Mulopwe (thường được dịch là "Vua" hoặc "Hoàng đế") mang tính biểu tượng cao vì được sử dụng bởi những người cai trị Đế quốc Luba thời tiền thuộc địa và bị bãi bỏ từ những năm 1880. Bằng việc tự xưng là Mulopwe, cùng với tên phụ Ditunga ("quê hương"), Kalonji ràng buộc chặt chẽ bản thân và nhà nước Nam Kasai với Đế quốc Luba nhằm tăng tính hợp pháp của quốc gia trong mắt người Baluba. Để tránh bị xem là không đúng đắn, danh hiệu này đã được trao cho cha của Kalonji vào ngày 12 tháng 4 năm 1961, nhưng ông ngay lập tức thoái vị để nhường ngôi cho con trai mình. Với việc Kalonji mang danh hiệu Mulopwe vào ngày 16 tháng 7, quốc hiệu đổi thành Vương quốc Liên bang Nam Kasai (Royaume fédéré du Sud-Kasaï).
Việc Kalonji đảm nhận vị trí Mulopwe đã bị nhiều người Luba ở Nam Kasai chỉ trích nặng nề. Động thái này cũng bị phương tiện truyền thông phương Tây chế giễu. Kalonji vẫn được một số phe phái ngưỡng mộ, nhưng đã mất đi sự ủng hộ của các nhà cách mạng Nam Kasai, khi họ coi việc nâng cao địa vị ông mang chủ nghĩa cơ hội trắng trợn. Ngay sau khi tự phong danh hiệu, Kalonji đã bị 10 trong số 13 đại diện Nam Kasai tại Quốc hội Léopoldville lên án và công khai rời bỏ, bắt đầu sự tan rã của nhà nước ly khai.

## Sụp đổ và khôi phục

### Chiến dịch tháng 8–9 năm 1960
Khi Nam Kasai ly khai, quân đội chính phủ (ANC) đang chiến đấu chống lại quân Katanga ở vùng Kasai. Nam Kasai nắm giữ các giao lộ đường sắt quan trọng mà quân đội Congo cần để lưu thông trong chiến dịch Katanga, do đó quốc gia này nhanh chóng trở thành một mục tiêu quan trọng. Nam Kasai cũng có nguồn tài nguyên khoáng sản lớn mà chính quyền trung ương rất muốn trả lại cho Congo. Chính phủ cũng hiểu sai quan điểm của Nam Kasai, tin rằng khu vực này đã tuyên bố độc lập hoàn toàn khỏi Congo và bác bỏ chủ quyền của nước này, giống như Katanga đã làm.
Dag Hammarskjöld, Tổng thư ký LHQ, tháng 9 năm 1960
Ban đầu Lumumba hy vọng rằng Liên Hợp Quốc (LHQ) sẽ giúp chính quyền trung ương đàn áp cả hai cuộc ly khai của người Katanga và Nam Kasai, khi tổ chức này đã cử lực lượng gìn giữ hòa bình đa quốc gia đến Congo vào tháng 7 năm 1960. Tuy nhiên, Liên Hợp Quốc tỏ ra miễn cưỡng, coi việc ly khai là vấn đề chính trị nội bộ và nhiệm vụ của chính họ là duy trì luật pháp và trật tự cơ bản. Bị cả Liên Hợp Quốc lẫn Hoa Kỳ từ chối, Lumumba tìm kiếm sự hỗ trợ quân sự từ quốc gia cộng sản Liên Xô. Trong vòng vài ngày sau cuộc ly khai với sự hỗ trợ hậu cần của Liên Xô, 2.000 quân ANC đã phát động một cuộc tấn công lớn vào Nam Kasai và sớm đạt thành công. Vào ngày 27 tháng 8, những người lính ANC tiến đến Bakwanga.
Trong quá trình tấn công, ANC đã tham gia vào cuộc bạo lực sắc tộc giữa người Baluba và người Bena Lulua. Khi quân chính phủ đến Bakwanga, họ thả những tù nhân Lulua khỏi nhà tù và bắt đầu trưng dụng các phương tiện dân sự. Khi Bộ trưởng Bộ Công chính Nam Kasai David Odia phản đối, binh lính đã đánh ông và làm ông bị thương nặng. Nhiều người Baluba ban đầu chạy trốn trong kinh hoàng, nhưng sau đó bắt đầu chống cự bằng súng săn tự chế. Điều này khiến ANC gây ra một số vụ giết chóc thường dân Luba quy mô lớn. Vào tháng 9, Tổng thư ký Liên Hợp Quốc Dag Hammarskjöld, người gần đây đã triển khai một lực lượng gìn giữ hòa bình lớn tới Congo, gọi các vụ thảm sát là "một cuộc diệt chủng mới bắt đầu". Người Baluba cũng bị người Katanga tấn công từ phía nam. Các cuộc thảm sát thường có sự hợp tác của ANC và quân Katanga, trong đó khoảng 3.000 người Baluba đã bị giết. Tình trạng bạo lực từ cuộc tiến công đã khiến hàng nghìn thường dân Luba di cư, rời bỏ nhà cửa để thoát khỏi cuộc giao tranh; chỉ riêng hơn 35.000 người đã đến các trại tị nạn ở Élisabethville (thủ đô Katanga). Có tới 100.000 người tìm nơi ẩn náu ở Bakwanga. Các bệnh, đáng chú ý là bệnh kwashiorkor cũng như sốt rét, đậu mùa và thiếu máu, đã lan rộng và đạt đến "tỷ lệ dịch bệnh" trong số những người tị nạn Luba từ tháng 10 đến tháng 12 năm 1960. Tổ chức Y tế Thế giới đã gửi một triệu liều vắc xin đậu mùa đến Nam Kasai để giải quyết vấn đề. Dịch bệnh xảy ra trước nạn đói lan rộng vào tháng 12, ước tính giết chết chừng 200 người mỗi ngày. Liên Hợp Quốc kêu gọi các quốc gia thành viên cứu trợ, và đến cuối tháng 1, chính phủ và viện trợ tư nhân đã giảm tỷ lệ tử vong xuống 75%. Sự hỗ trợ bổ sung dưới hình thức không vận thực phẩm khẩn cấp, bổ sung nhân viên y tế cùng hạt giống từ Tổ chức Lương thực và Nông nghiệp đảm bảo rằng nạn đói gần như được giải quyết hoàn toàn vào tháng 3 năm 1961. Các nhân viên cứu trợ của Liên Hợp Quốc rút lui sau sự kiện Port Francqui tháng 4 năm 1961 do vấn đề an ninh lo ngại, mặc dù viện trợ lương thực tiếp tục được đưa đến biên giới.
Các cáo buộc diệt chủng và sự tàn bạo của ANC được dùng làm cơ sở cho việc Kasa-Vubu cách chức Lumumba với sự hậu thuẫn của Mobutu vào tháng 9 năm 1960. Sau chiến dịch, nhà nước Nam Kasai đã có thể cung cấp viện trợ đáng kể cho những người tị nạn, khi nhiều người trong số họ đã được tái định cư và có công ăn việc làm. Tuy nhiên, cuộc xâm lược khiến nền kinh tế địa phương bị gián đoạn đáng kể; đến tháng 12, số lượng viên kim cương do Forminière cắt và số người công ty tuyển dụng đều giảm xuống còn vài nghìn.

### Chung sống và nỗ lực hòa giải

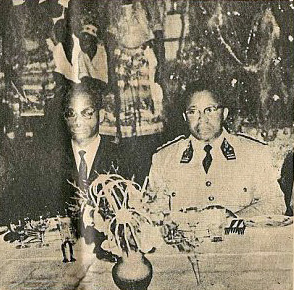
Kalonji và Tổng thống Congo Joseph Kasa-Vubu năm 1961

Bất chấp việc bị chiếm đóng, nhà nước Nam Kasai không bị giải thể mà cùng tồn tại với phần còn lại của Congo. Các đại biểu Congo, cũng như quân đội ANC và Liên Hợp Quốc nói chung có thể di chuyển quanh lãnh thổ mà không xung đột với chính quyền Nam Kasai trong khi chiến dịch lẻ tẻ của họ chống lại lực lượng Katanga vẫn tiếp tục. Một lệnh ngừng bắn do Liên Hợp Quốc bảo trợ vào tháng 9 năm 1960 đã tạm dừng xung đột Luba-Lulua, nhưng đến tháng 11, lực lượng Kalonji phá vỡ thỏa thuận ngừng bắn. Trong phần lớn thời gian, hiến binh Nam Kasai chiến đấu với dân quân Kanyok và Lulua trên khắp khu vực trong khi bạo loạn sắc tộc địa phương vẫn tiếp diễn. Vào tháng 1 năm 1961 Kasa-Vubu bay đến Bakwanga để gặp Kalonji. Chuyến thăm bắt đầu trong sự gay gắt khi Kasa-Vubu từ chối công nhận đội bảo vệ danh dự Nam Kasai có mặt tại sân bay và đi trên chiếc limousine treo cờ Nam Kasai được họ đưa tới. Kalonji cuối cùng đã gỡ bỏ lá cờ và hai người hòa giải.
Vào giữa năm 1961, các hội nghị được tổ chức tại Coquilhatville (Mbandaka ngày nay) và sau đó tại Antananarivo, Madagascar nhằm cố gắng làm trung gian hòa giải giữa các phe ly khai và chính quyền trung ương trước một chính phủ nổi dậy ở Đông Congo do Antoine Gizenga lãnh đạo. Với việc Lumumba đã chết, giới chính trị hy vọng có thể tạo ra một hiến pháp liên bang giúp hòa giải ba bên. Tuy nhiên, các thỏa thuận lại gia tăng sự thiếu chắc chắn. Việc lật đổ Thủ tướng Nam Kasai Ngalula vào tháng 7 đã đẩy nhanh sự sụp đổ nội bộ. Ông thành lập đảng chính trị của riêng mình, Liên minh Dân chủ, để chống lại những người theo phe Kalonji. Cuối tháng đó, Quốc hội tái triệu tập với sự tham dự của Kalonji và các đại biểu Nam Kasai khác. Một chính quyền trung ương Congo mới được thiết lập vào ngày 2 tháng 8 trong đó Ngalula là Bộ trưởng Bộ Giáo dục, và Kalonji quay trở lại Nam Kasai. Vào cuối tháng 10 năm 1961, ông cùng một số thủ lĩnh Lulua thành lập một liên minh mang tính biểu tượng trong nỗ lực chấm dứt xung đột bộ tộc Luba-Lulua.

### Vụ bắt giữ Kalonji

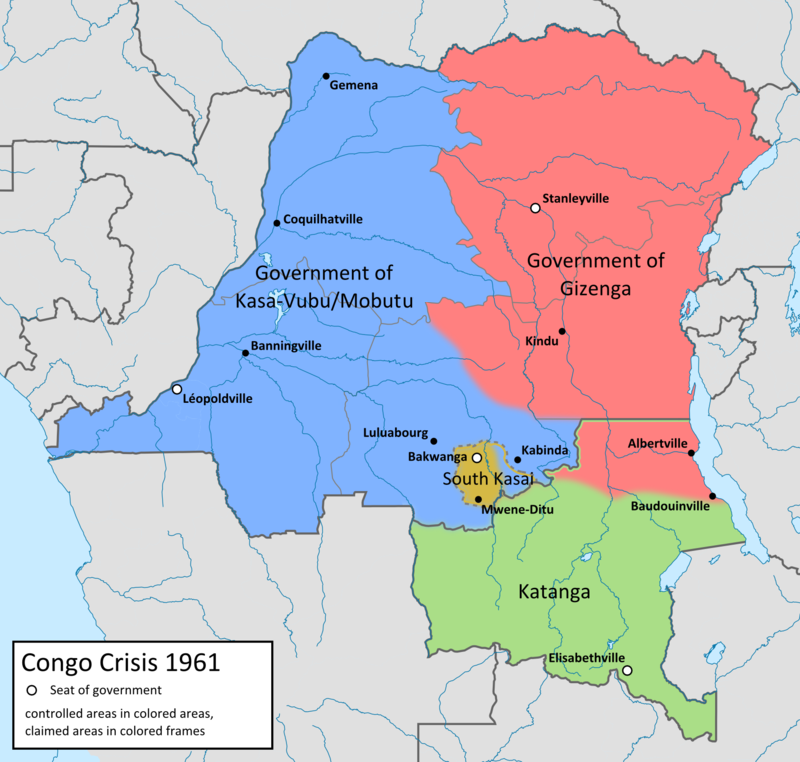
Bản đồ thể hiện tình hình Congo năm 1961 với lãnh thổ bị chia cắt giữa bốn phe đối lập. Nam Kasai màu vàng.

Vào ngày 2 tháng 12 năm 1961, Kalonji bị người cộng sản Christophe Gbenye – một cấp phó khác của mình –  buộc tội đã ra lệnh nhục hình một tù nhân chính trị ở Nam Kasai. Quốc hội bỏ phiếu loại bỏ quyền miễn trừ nghị viện của Kalonji; sau đó ông ta bị ANC bắt giữ ở Léopoldville. Một phái đoàn khoảng 400 trưởng lão bộ lạc Luba được cử đến Léopoldville để phản đối cũng bị bắt trong thời gian ngắn. Mobutu và tướng Victor Lundula đến thăm Bakwanga ngay sau đó. Ferdinand Kazadi lên nắm quyền với tư cách người đứng đầu nhà nước Nam Kasai.
Ngày 9 tháng 3 năm 1962, dưới sự lãnh đạo của Thủ tướng Cyrille Adoula, Quốc hội Léopoldville vừa tái triệu tập đồng ý sửa đổi Hiến pháp và trao cho Nam Kasai quy chế tỉnh chính thức. Đến tháng 4 năm 1962, các lực lượng Liên Hợp Quốc được lệnh chiếm đóng Nam Kasai nhằm thể hiện lập trường hiếu chiến mới của Tổng thư ký U Thant chống lại việc ly khai sau khi Hammarskjöld qua đời. Tại Léopoldville, Kalonji bị kết án 5 năm tù. Tuy nhiên vào ngày 7 tháng 9, ông đào tẩu và quay trở lại Nam Kasai với hy vọng giành lại vị trí chính thức trong các cuộc bầu cử địa phương và đứng đầu chính phủ, lấy lại quyền miễn trừ của mình.

### Đảo chính tháng 9–10 năm 1962
Khi sự bất mãn với hành động ly khai ngày càng tăng, Ngalula và những người di cư Nam Kasai khác ở Léopoldville âm mưu lật đổ chế độ Bakwanga. Vào tháng 9 năm 1962, chính phủ Léopoldville bổ nhiệm Albert Kankolongo, một cựu bộ trưởng trong chính phủ của Kalonji làm Đặc ủy viên (commissaire extraordinaire) Nam Kasai, trao cho ông toàn quyền quân sự và dân sự để giải thể chính quyền địa phương. Ngalula đã gặp mặt Kankolongo để lãnh đạo một cuộc binh biến và đảo chính chống lại Kalonji.
Trong đêm 29 rạng ngày 30 tháng 9 năm 1962, các chỉ huy quân sự ở Nam Kasai do Kankolongo lãnh đạo đã tiến hành một cuộc đảo chính ở Bakwanga chống lại chế độ Kalonji. Đài phát thanh Bakwanga kêu gọi tất cả sĩ quan của lực lượng hiến binh Nam Kasai hỗ trợ chính quyền trung ương với lời hứa rằng họ sẽ hòa nhập vào ANC với cấp bậc và mức lương hiện tại của họ. Kalonji và tướng Dinanga bị quản thúc tại gia, trong khi các bộ trưởng Nam Kasai khác bị giam trong một ngôi nhà. Kalonji và Dinanga trốn thoát vài ngày sau đó; vị cựu tổng thống bắt một xe tải đến Katanga. Kankolongo phản ứng bằng cách ngay lập tức đưa các bộ trưởng còn lại đến Léopoldville. Vào ngày 5 tháng 10 năm 1962, quân đội chính phủ trung ương lại đến Bakwanga để hỗ trợ binh sĩ nổi loạn và trấn áp những người cuối cùng trung thành với Kalonji, đánh dấu sự chấm dứt của nhà nước ly khai. Kalonji đến cư trú tại Kamina và cố gắng gặp Tshombe, nhưng bị Bộ trưởng Bộ Nội vụ Katanga Godefroid Munongo từ chối. Sau đó, ông trốn sang Paris trước khi định cư tại Barcelona ở Tây Ban Nha thời Franco.

## Hậu quả

### Tại Kasai

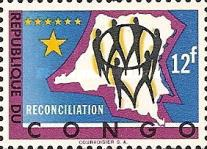
Con tem năm 1963 kỷ niệm "sự hòa giải" giữa Nam Kasai và Katanga với chính quyền trung ương Congo

Tháng 10 năm 1962, Nam Kasai tái sáp nhập vào Cộng hòa Congo. Quốc gia Katanga tiếp tục chống lại chính quyền trung ương cho đến khi sụp đổ vào tháng 1 năm 1963 sau khi các lực lượng Liên Hợp Quốc bắt đầu có thái độ hung hăng hơn dưới thời Thant. Nam Kasai là một trong 21 tỉnh chính thức được thành lập theo hiến pháp liên bang năm 1964 như một phần của bản thỏa thuận giữa chính quyền trung ương và địa phương. Khi chế độ Mobutu tiến hành tái cấu trúc nhà nước Congo từ năm 1965, họ giữ nguyên một vài tỉnh trong đó có Nam Kasai. Nhà nước sau đó lại tái cơ cấu tỉnh này để bao gồm địa bàn các huyện Kabinda và Sankuru, rồi đổi tên thành Đông Kasai (Kasaï-Oriental).
Phần lớn binh lính Nam Kasai nhập ngũ ANC sau khi nhà nước bị giải thể nhưng gần 2.000 người trung thành quyết định ẩn náu, hy vọng Kalonji sẽ trở lại. Quân nổi dậy do tướng Mwanzambala lãnh đạo chiến đấu trong một cuộc chiến du kích chống lại chính quyền tỉnh mới cho đến năm 1963 khi họ cũng chấp nhận gia nhập ANC. Ngay sau khi kết thúc ly khai, thành phố Bakwanga được đổi tên thành Mbuji-Mayi theo tên con sông trong vùng nhằm thể hiện sự hòa giải giữa các sắc tộc Luba. Bất chấp điều đó, bạo lực giữa các phe phái Luba kéo dài đến năm 1964 và mãi đến năm 1965 mới đạt giải pháp chính trị khi J. Mukamba được bầu Chủ tịch tỉnh Nam Kasai.

### Khủng hoảng Congo chấm dứt
Năm 1965, Mobutu phát động cuộc đảo chính thứ hai chống lại chính quyền trung ương và tự ban bố tình trạng khẩn cấp. Sau khi củng cố quyền lực chính trị, Mobutu dần tăng cường quyền kiểm soát Congo. Không chỉ giảm số tỉnh, ông còn hạn chế quyền tự chủ của họ dẫn đến một nhà nước tập trung cao độ. Mobutu ngày càng bổ nhiệm nhiều người trong vây cánh vào các chức vụ quan trọng. Năm 1967, để chứng minh tính hợp pháp cá nhân ông thành lập Phong trào Cách mạng Bình dân (MPR), cho đến năm 1990 là đảng chính trị hợp pháp duy nhất trong nước theo hiến pháp do Mobutu tự sửa đổi. Năm 1971, quốc gia được đổi tên thành Zaire và nỗ lực loại bỏ mọi ảnh hưởng thuộc địa. Ông cũng quốc hữu hóa tài sản kinh tế thuộc sở hữu nước ngoài còn lại trong nước. Theo thời gian, chủ nghĩa thân hữu lan rộng tại Zaire cùng với sự tham nhũng và quản lý kinh tế yếu kém. Sự bất mãn với chế độ ở Kasaï-Oriental đặc biệt mạnh mẽ.
Các vấn đề về chủ nghĩa liên bang, sắc tộc trong chính trị và tập trung hóa nhà nước đã không được giải quyết trong cuộc khủng hoảng. Điều này góp một phần khiến người dân Congo bớt tin tưởng vào nhà nước. Mobutu rất ủng hộ việc tập trung hóa nên đã sáp nhập các tỉnh và bãi bỏ phần lớn quyền lập pháp của họ vào năm 1965, ngay sau khi lên nắm quyền. Việc mất niềm tin vào chính quyền trung ương là một trong những lý do khiến Congo bị coi là nhà nước thất bại, góp phần kích động bạo lực giữa các phe ủng hộ chủ nghĩa liên bang dân tộc và địa phương hóa.